# 제인 린치
제인 마리 린치(영어: Jane Marie Lynch, 1960년 6월 14일 ~ )는 미국의 배우, 코미디언, 성우이다.

## 출연 작품
- 다이노 타임
- 레이트 블루머
- 글리
- 주먹왕 랄프 2: 인터넷 속으로 - 칼훈 역 (목소리)